# Гейзеріх
Гейзеріх (лат. Gaisericus, Geisericus; реконструйована вандальська: *Gaisarīx , бл. 389 — 25 січня 477) — король вандалів та аланів з 428 по 477 рік, один із найвизначніших діячів періоду падіння Західної Римської імперії.

## Ім'я
Латиницею ім'я Гейзеріха передається також як Genseric, Gaiseric. Слов'янські імена короля — Годзімірек, Гнєвомірек.

## Біографія

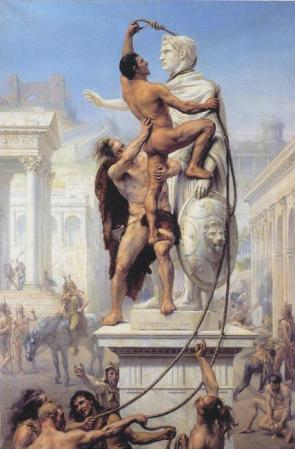
Розграбування Рима вандалами 455 року. Картина франц. художника Жозефа-Ноеля Сильвестра (1847—1926)

Гейзеріх підняв невелике германське плем'я вандалів, що на час його приходу до влади тримало під своїм контролем Бетіку до статусу грізної сили в Середземномор'ї. 428 року Гейзеріх переправив своїх людей (загальною кількістю близько 80 тисяч) з Бетіки до Північної Африки.
Африканські провінції Римської імперії на час появи вандалів були охоплені війною. Стосунки між собою з'ясовували старий намісник Боніфацій і його наступник Сигізвульт, який прибув разом із озброєними співплемінниками — готами. Війна доповнювалася бунтами селян (так званих «волоцюг» — латиною «циркумцеліонів»), які відмовлялися платити податки та мстилися своїм визискувачам-латифундистам, і гострим релігійним конфліктом між представниками різних християнських конфесій — «офіційної» православної церкви та «опозиціонерами»- донатистами, конфліктом, який супроводжувався збройними сутичками, вбивствами, підпалами та знищенням майна супротивників.
Гейзеріха в цих умовах сприймали якщо не миротворця, то принаймні як сильного лідера, здатного навести у краях лад. Згодом навіть з'явилася легенда, що вандалів запросив до Африки все той же Боніфацій, або ж навіть обидва намісники-супротивники одночасно. Боніфацій взагалі не стільки воював із вандалами, скільки відсиджувався за мурами Гіппона, а активно протидіяти загарбникам намагався лише алан Аспар з військом, надісланим аж з Константинополя. Проте Аспар невдовзі залишив Африку.
430 Гейзеріх переміг римлян. 439 року вандали захопили Карфаген, звідки контролювали постачання Рима. 442 року Рим змушений був визнати королівство вандалів. Флот Гейзеріха став основною силою в західному Середземномор'ї, захопивши Сицилію, Сардинію, Корсику, Балеарські острови й Мальту.
Захопивши Північну Африку вандали продовжували платити податки в Рим. Гейзеріх мав далекоглядні плани і заручив свого сина Гунеріха з донькою імператора Валентиніана III Євдосією. В ході перевороту Петроній Максим вбиває Валентиніана III і примушує вдову одружитися з собою. Також він вирішив одружити свого сина на донці Валентиніана III, що стало фатальною помилкою нового імператора. Скасувавши заручини доньки попереднього імператора з сином Гейзеріха, він розірвав мирні угоди з державою вандалів, що було розцінено Гейзеріхом як достатній привід для наступу на Рим та відновлення своїх прав.
455 року вандали напали на Рим, захопили його й грабували впродовж двох тижнів. Надалі вандали відбивали всі спроби як Західної, так і Східної Римської імперій перемогти їх аж до смерті свого короля.
Короля вандалів одним з найвидатніших політичних діячів тієї доби. Він був вправним дипломатом і надзвичайно енергійним державним будівничим. Зразком для нього була римська система управління, проте Гейзеріх, як міг, намагався розірвати цю «пуповину». Навіть літочислення в його державі починалося не від заснування Риму, а від здобуття Гейзеріхом Карфагена.
Гейзеріх наказав знищити усі податкові реєстри, складені за часів імперії, забезпечивши собі симпатії якнайширших верств африканського населення, які до приходу вандалів просто стогнало від податкового ярма. Невдовзі були запроваджені нові податки, але вони були меншими за римські, і значною мірою лягли на великих землевласників — це була умова повернення їм їхніх маєтків, спочатку конфіскованих старою владою. У найбільших латифундистів землю відняли на користь держави, а фактично — королівської родини. Частину земель Гейзеріх роздав іншим своїм співплемінникам (ці ділянки так і називали «долями вандалів») — як знаті, так і звичайним вандалам, що тепер перетворилися на державну еліту. Вандали власне господарство зазвичай не вели, натомість здавали свої ділянки або цілі маєтки орендарям, які вносили новим господарям визначену плату.
Вандали складали армію нової держави (інші піддані у війську не служили), яка була предметом постійної турботи володаря. Король докладав зусиль до створення та зміцнення потужного військового флоту, який за його правління панував в середземноморських водах, успішно протистояв ескадрам імперії і час від часу здійснював грабіжницькі напади на римські володіння. Військова здобич була одним з джерел державних доходів. Водночас за наказом Гейзеріха африканські міста були позбавлені оборонних мурів — вочевидь, король остерігався заколотів, а його військо не мало належних навичок для штурмів і облог.
Гейзеріх енергійно втручався в релігійні справи. За віросповіданням аріанин, він надавав максимальне сприяння своїм одновірцям, наділяючи їхні храми доходами та маєтностями. Вандальська мова стала мовою релігійних вправ (судочинство і надалі велося латиною). Натомість православна церква була позбавлена своєї власності, а усі її активні ієрархи були вислані до римських володінь. З часом для православних робилися деякі послаблення, але лише тоді, коли Гейзеріх намагався замиритися або покращити стосунки з Римом чи Константинополем. Водночас король суворо вимагав від підданих дотримуватися моральних настанов і навіть час від часу влаштовував «рейди проти содомітів».
Уже літній король вандалів погодився поступитися на користь створеного у 476 році Італійського королівства більшою частиною Сицилії. За цей «дарунок» новоспечений володар Італії Одоакр мав сплачувати вандалам довічну данину.
Після смерті Гейзеріха у 477 році владу успадкував його син Гунеріх.
Історики описують Гейзеріха, як невисокого, кульгавого (внаслідок падніння з коня) чоловіка, що зневажав роскоші, прагнув влади, мало говорив, проте був умілим переговірником.

## Нотатки
1. ↑  See the following for more detail https://www.academia.edu/691311/Tracing_the_Language_of_the_Vandals, Nicoletta Onesti, "Tracing the Language of the Vandals", https://www.academia.edu, 16 pages, 22 February 2015. Also see: https://www.academia.edu/1516556/THE_LANGUAGE_AND_NAMES_OF_THE_VANDALS, Nicoletta Onesti, "THE LANGUAGE AND NAMES OF THE VANDALS", https://www.academia.edu, 2009, 3, 22 February 2015